# Joe Hutton (basket-ball)
Joseph Warren « Joe » Hutton, né le 6 octobre 1928, décédé le 19 octobre 2009, est un ancien joueur et entraîneur américain de basket-ball. Il évolue durant sa carrière au poste de meneur.

## Palmarès
- Champion NBA 1952